# Australia en la Copa Mundial de Rugby de 2007
Los Wallabies fueron una de las 20 naciones participantes de la Copa Mundial de Rugby de 2007, que se realizó por primera vez en Francia.

## Plantel
|                           | Jugador            | Edad    | Posición      | Pruebas | Equipo                          |
| ------------------------- | ------------------ | ------- | ------------- | ------- | ------------------------------- |
| Hookers y Pilares         |                    |         |               |         |                                 |
|                           | Al Baxter          | 30 años | Pilar         | 47      | New South Wales Waratahs        |
| 1                         | Matt Dunning       | 28 años | Pilar         | 32      | New South Wales Waratahs        |
|                           | Adam Freier        | 27 años | Hooker        | 15      | New South Wales Waratahs        |
|                           | Sean Hardman       | 30 años | Hooker        | 3       | Queensland Reds                 |
|                           | Greg Holmes        | 24 años | Pilar         | 11      | Queensland Reds                 |
| 2                         | Stephen Moore      | 24 años | Hooker        | 16      | Brumbies                        |
| 3                         | Guy Shepherdson    | 25 años | Pilar         | 14      | Brumbies                        |
| Segundas líneas           |                    |         |               |         |                                 |
|                           | Mark Chisholm      | 26 años | Segunda línea | 32      | Brumbies                        |
|                           | Hugh McMeniman     | 23 años | Segunda línea | 8       | Queensland Reds                 |
| 4                         | Nathan Sharpe      | 29 años | Segunda línea | 60      | Western Force                   |
| 5                         | Dan Vickerman      | 28 años | Segunda línea | 48      | New South Wales Waratahs        |
| Alas y Octavos            |                    |         |               |         |                                 |
| 6                         | Rocky Elsom        | 24 años | Ala           | 28      | New South Wales Waratahs        |
|                           | Stephen Hoiles     | 25 años | Octavo        | 10      | Brumbies                        |
| 8                         | Wycliff Palu       | 25 años | Octavo        | 13      | New South Wales Waratahs        |
| 7                         | George Smith       | 27 años | Ala           | 79      | Brumbies                        |
|                           | Phil Waugh         | 28 años | Ala           | 62      | New South Wales Waratahs        |
| Medios scrum              |                    |         |               |         |                                 |
|                           | Sam Cordingley     | 31 años | Medio scrum   | 12      | Football Club de Grenoble Rugby |
| 9                         | George Gregan      | 34 años | Medio scrum   | 134     | Brumbies                        |
| Aperturas y Centros       |                    |         |               |         |                                 |
|                           | Berrick Barnes     | 21 años | Apertura      | 0       | Queensland Reds                 |
| 12                        | Matt Giteau        | 25 años | Centro        | 47      | Western Force                   |
| 10                        | Stephen Larkham    | 33 años | Apertura      | 101     | Black Rams Tokyo                |
| 13                        | Stirling Mortlock  | 30 años | Centro        | 60      | Brumbies                        |
|                           | Scott Staniforth   | 29 años | Centro        | 10      | Western Force                   |
|                           | Morgan Turinui     | 25 años | Centro        | 22      | New South Wales Waratahs        |
| Fullbacks y Wings         |                    |         |               |         |                                 |
| 14                        | Adam Ashley-Cooper | 23 años | Wing          | 8       | Brumbies                        |
|                           | Julian Huxley      | 28 años | Fullback      | 6       | Brumbies                        |
| 15                        | Chris Latham       | 32 años | Fullback      | 73      | Queensland Reds                 |
|                           | Drew Mitchell      | 23 años | Wing          | 16      | Western Force                   |
|                           | Cameron Shepherd   | 23 años | Wing          | 6       | Western Force                   |
| 11                        | Lote Tuqiri        | 28 años | Wing          | 53      | New South Wales Waratahs        |
| Entrenador: John Connolly |                    |         |               |         |                                 |

## Participación
Australia integró el grupo B con: los Canucks, Fiyi, los Dragones rojos y Japón. Ganó la zona con todas victorias, incluida el 91–3 contra los Brave Blossoms.
El partido más difícil fue ante Gales de: Gethin Jenkins, Ian Gough, Colin Charvis, Dwayne Peel, la estrella Stephen Jones y el capitán Gareth Thomas. Los Wallabies triunfaron 20–32.

### Fase final
En cuartos de final cruzaron a Inglaterra, quien sería el seleccionado más fuerte de la década. La Rosa era dirigida por Brian Ashton y formaba con: el capitán Phil Vickery, Ben Kay, Martin Corry, Andy Gomarsall, la estrella Jonny Wilkinson y Jason Robinson.
En un duelo muy parejo, los ingleses no pudieron entrar al in-goal y Australia si lo hizo una vez; pero los oceánicos otorgaron muchos penales y Wilkinson no perdonó.